# Juan Fernando Quintero
Juan Fernando Quintero Paniagua (Medellín, 1993. január 18. –) kolumbiai válogatott labdarúgó, a Sencsen játékosa.

## Sikerek
Porto
- Portugál szuperkupagyőztes (1): 2013

## Fordítás
Ez a szócikk részben vagy egészben  a   Juan Fernando Quintero című angol Wikipédia-szócikk fordításán alapul.  Az eredeti cikk szerkesztőit annak laptörténete sorolja fel. Ez a jelzés csupán a megfogalmazás eredetét és a szerzői jogokat jelzi, nem szolgál a cikkben szereplő információk forrásmegjelöléseként.